# Keane
Keane – brytyjski zespół rockowy założony w 1995 roku w mieście Battle, w East Sussex. Styl grania grupy wywodzi się z nurtów tzw. brit popu i rocka alternatywnego. Ogromny wpływ na ukształtowanie się muzyki Keane miało trio pochodzące z Norwegii – a-ha. Podstawowym elementem, który odróżnia zespół od innych jest brak klasycznego gitarzysty, którego zastąpiono pianistą.

## Skład
- Tom Chaplin – wokal (od 1997)
- Richard Hughes – perkusja
- Jesse Quin – gitara basowa (od 2008)
- Tim Rice-Oxley – pianino

- Dominic Scott – gitara (założyciel, od 1995 do lipca 2001)

## Historia
Tim Rice-Oxley już w dzieciństwie poznał późniejszego członka zespołu – Toma Chaplina. Stało się to za sprawą brata Rice-Oxleya – Toma, który urodził się w tym samym szpitalu, tego samego dnia, co Chaplin. Ich matki się zaprzyjaźniły, co zaowocowało również przyjaźnią między chłopakami. Obaj uczęszczali później do Vinehall School w Robertsbridge, w której dyrektorem i właścicielem był ojciec Toma – Richard. Po jej ukończeniu przeszli do Tonbridge School, gdzie poznali Dominica Scotta i Richarda Hughesa. Wszystkich połączyła fascynacja muzyką, jednak żaden nie myślał poważnie o karierze z nią związanej.
Podczas studiów na University College w Londynie Rice-Oxley wraz ze Scottem założyli zespół rockowy o nazwie „Lotus Eaters”. Niedługo potem dołączył do nich Hughes, który zajął miejsce perkusisty. Karierę zaczęli jako grupa grająca covery ich ulubionych wykonawców tj. U2, Oasis czy The Beatles. Próby nagrań organizowali w domu. Ich pierwszym menedżerem został zaprzyjaźniony z Rice-Oxleyem Adam Tudhope (aktualnie znany z produkcji filmów realizowanych przez swoją wytwórnię – White House Pictures).
W 1997 Tim Rice-Oxley dostał propozycję od Chrisa Martina dotyczącą dołączenia do formującego się zespołu Coldplay, ten jednak odmówił, nie chcąc opuszczać Keane. Wybór uargumentował słowami: „Byłem poważnie zainteresowany, ale Keane już działał, więc porzuciłem pomysł grania w Coldplay”.
W tym samym roku do Keane dołączył Tom Chaplin. Zajął on mimo sprzeciwów Hughesa i Scotta funkcję wokalisty, którą wcześniej pełnił Tim. Ostatecznie Chaplin pozostał na swojej pozycji, Rice-Oxley natomiast zajął się instrumentami klawiszowymi. Z powodu dołączenia 4 członka, zespół zmienił nazwę na Cherry Keane (Tak nazywała się koleżanka mamy Chaplina, która się nimi opiekowała, gdy byli młodsi. Gdy zmarła na raka zostawiła w testamencie sporo pieniędzy rodzinie Toma). Niedługo potem nazwę skrócono do Keane.
Tego samego roku (1997) Chaplin wyjechał do Południowej Afryki, żeby pracować jako wolontariusz. Znalazło to odzwierciedlenie w późniejszych  działaniach zespołu, który zaangażował się w kampanię Make Poverty History. W trakcie pobytu Toma w Afryce, reszta członków grupy dalej próbował swoich sił w muzyce. Gdy po powrocie Chaplina odbierano z lotniska, pierwszymi słowami, które wypowiedział Hughes były: „Mamy koncert za 10 dni”. Z nowym, własnego autorstwa materiałem, Keane zadebiutował na żywo w pubie Hope & Anchor 13 lipca 1998 roku. Rice-Oxley powiedział, że choć ich muzyka zawierała elementy stylu gitarowego, to była bardzo liryczna i „rozmarzona”, co wyróżniało ich spośród konkurencji. Przez kolejne 2 lata kontynuowali koncertowanie po londyńskich klubach i pubach. W 1998 roku Chaplin rozpoczął studia historyczne na Uniwersytecie Edynburskim, jednak dość szybko porzucił je i powrócił do Londynu, aby z przyjaciółmi kontynuować karierę muzyczną.
W 1994 roku jeszcze bez umowy na płytę, Keane nagrali pierwszy promocyjny singel – „Call Me What You Like”. Został on wydany na płycie przez członków zespołu Zoomorphic i był sprzedawany po koncertach w pubach, w których grali do stycznia 2000 roku. Ukazało się zaledwie 500 sztuk, jednak później grupa udostępniła utwór za pośrednictwem sieci.
Członkowie Keane obwieścili, że nie mają nic przeciwko temu, by fani dzielili się utworami niewydanymi na CD tj. „Emily” czy „More Mately”. Chaplin kilka lat później skomentował to mówiąc: „Myślę, że fani wezmą te piosenki za dodatek, jakąś ciekawostkę, nie widzę w tym nic złego. Jeśli chodziłoby o album, który aktualnie przygotowujemy (Under the Iron Sea), sądzę, że traktowałbym to trochę inaczej”.
Cztery miesiące po powtórnym wydaniu „Call Me What You Like”, w maju 2001 roku ukazał się ich drugi singel – „Wolf at the Door”. W sprzedaży było tylko 50 płyt ręcznie wykonanych, które w chwili obecnej są niezwykle cennymi okazami kolekcjonerskimi. Jeden z egzemplarzy został sprzedany za 1000 funtów brytyjskich na serwisie aukcyjnym – eBay.
W okresie od października do listopada 2001 Keane został zaproszony przez producenta Jamesa Sangera do studia nagrań w Les Essarts we Francji, gdzie zespół nagrywał ścieżki dźwiękowe takie jak „Bedshaped” czy „This Is the Last Time”. Właśnie podczas tej sesji pojawił się pomysł, by użyć instrumentów klawiszowych jako głównych. Sanger uważany był za kluczową postać dla brzmienia Keane w okresie powstawania „Hopes and Fears”.
Członkowie zespołu powrócili do Anglii w listopadzie i wkrótce potem podpisali kontrakt z wytwórnią BMG na wydawanie ich muzyki, nie mając jeszcze podpisanego kontraktu płytowego.
Wyniki sprzedaży nie napawały optymistycznie. Druga połowa 2001 i cały kolejny rok  były trudnymi momentem w historii Keane – odwołane wszystkie koncerty oraz spadek zainteresowania ich działalnością doprowadziły prawie do rozpadu, a muzycy zaczęli wątpić w sens dalszego istnienia zespołu. W czerwcu 2001 Dominic Scott zdecydował się opuścić grupę i rozpocząć studia na London School of Economics.
Przełom nastąpił w grudniu 2002 roku, kiedy Keane znów zaczął występować na żywo. Na jednym z koncertów w „Betsey Trotwood” w Londynie pojawił się Simon Williams z Fierce Panda Records, który kilka lat wcześniej odkrył Coldplay. Williams zaproponował wydanie pierwszego komercyjnego singla zespołu. „Everybody’s Changing” ukazał się 12 maja 2003 roku.

## Okres „Hopes and Fears”

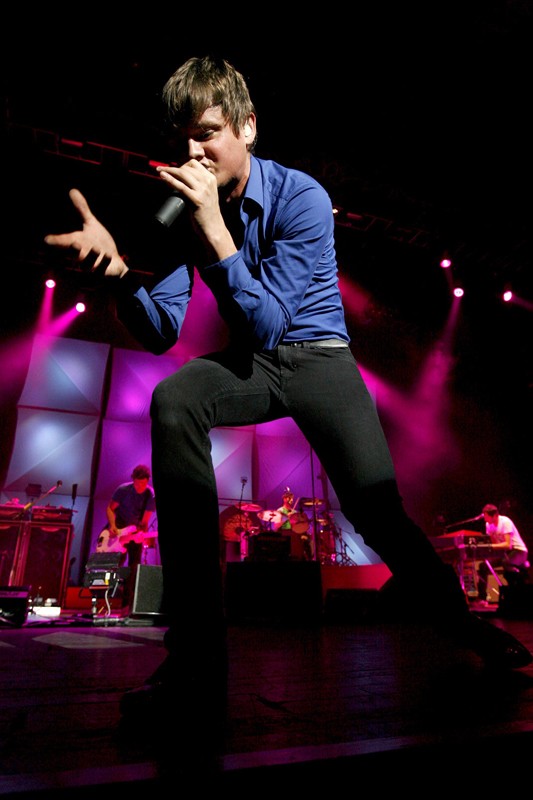
Tom Chaplin

Po wydaniu pierwszego „dużego” singla Keane zyskali uznanie w Wielkiej Brytanii i USA, gdzie „This Is the Last Time” pozostał jedynym dostępnym singlem, aż do „Crystal Ball” zrealizowanego w 2006 roku. W styczniu 2004 roku Keane został uznany najlepiej rokującym zespołem przez słuchaczy BBC w corocznym głosowaniu Sound of Music. Co więcej, rok ten uważa się za jeden z najlepszych dla brytyjskiej muzyki.
Miesiąc później, ukazał się kolejny utwór Keane – „Somewhere Only We Know”, który osiągnął trzecie miejsce na UK Singles Chart pod koniec lutego 2004 roku. 4 maja ukazało się rewydawnictwo „Everybody’s Changing” z nowymi utworami na singlu, które również okazało się dużym sukcesem i uplasowało się nawet na 4. miejscu UK Singles Chart. Keane stał się rozpoznawalny, co pozwoliło na oficjalne wydanie pierwszej płyty studyjnej.
Hopes and Fears – debiutancki album Keane został wydany 10 maja 2004 roku, dzień przed rozpoczęciem przez zespół trasy koncertowej po świecie. Pojawił się na pierwszym miejscu UK Albums Chart i został drugim, najlepiej sprzedającym się albumem roku w Wielkiej Brytanii przegrywając ostatniego dnia ze Scissor Sisters. Łącznie na całym świecie sprzedało się około pięć i pół miliona kopii albumu, a Keane zdobył dwie nagrody Brit Awards w styczniu 2005 roku: za najlepszy album roku dla Hopes and Fears i za odkrycie roku, którą to przyznawali w głosowaniu słuchacze BBC Radio 1. Zespół pokonał m.in. takich wykonawców jak Muse czy Franz Ferdinand. Trzy miesiące później Rice-Oxley otrzymał nagrodę Ivor Novello dla najlepszego piosenkopisarza roku.
Jako członkowie fundacji „Make Poverty History”, Keane wystąpił z piosenkami „Somewhere Only We Know” i „Bedshaped” na koncercie Live 8, który odbył się w Londynie 2 lipca 2005 roku. Keane jest również patronem „War Child”, dla której we wrześniu 2005 roku nagrał własną interpretację piosenki Eltona Johna „Goodbye Yellow Brick Road” na płytę charytatywną: Help: a Day in the Life. Wcześniej zespół nagrał przeróbkę słynnego  „The Sun Ain’t Gonna Shine Anymore” Walker Brothers, który dostępny był jedynie na stronie oficjalnej War Child, jako wersja do ściągnięcia. Później został on również wydany na singlu jako prezent dla członków mailing list Keane.
Tak jak w 1985 roku Band Aid, Band Aid 20 nagrał nową wersję piosenki „Do They Know It's Christmas?”. Zarówno Chaplin jak i Rice-Oxley udzielili się w niej wokalnie.
W czasie tego okresu zespół zyskał raczej średnie uznanie w USA, głównie z powodu ograniczonej trasy koncertowej, występując najczęściej jako support dla U2. Został również nominowany do nagrody Grammy w kategorii najlepszy artysta roku, razem z Sugarland, Johnem Legendem, Ciarą, i Fall Out Boy, jednak przegrał z Legendem.

## Okres „Under the Iron Sea”
W kwietniu 2005 roku, w środku trasy koncertowej „Hopes and Fears”, Keane zaczął nagrywać drugi album („Under the Iron Sea”) razem z producentem poprzedniej płyty – Andym Greenem. Nagrywano w Helioscentric Studios w Rye we Wschodnim Sussex. Dodatkowe nagrania wykonano w The Magic Shop Studios w Nowym Jorku. Zespół ujawnił tytuł płyty przez zamieszczanie ręcznie napisanej informacji na ich oficjalnej stronie już 14 marca 2006 roku. Oficjalnie premiera miała miejsce 12 czerwca 2006 roku.
Płyta różni się stylem od poprzedniej, a jej tytuł pochodzi od ósmej piosenki: „Crystal Ball”, w której to „under the iron sea” jest częścią tekstu. Płyta utrzymana jest w „baśniowym” stylu, a do każdej piosenki powstał rysunek (można znaleźć je w wersji CD+DVD płyty). Zostało to skomentowane przez zespół jako: „coś psującego się w świecie baśni”.
Pojawienie się płyty poprzedzone było wydaniem kompilacji „Atlantic” (24 kwietnia), w wersji teledysku (nakręconego przez Irvina Welsha, pisarza, autora Trainspotting) tylko do ściągnięcia z Internetu, oraz „Is It Any Wonder?” (29 maja), który dotarł do trzeciej pozycji na UK Singles Chart. Sam album przez pierwsze dwa tygodnie sprzedaży plasował się na pierwszym miejscu na UK Albums Chart. Do 22 maja 2007 roku sprzedano ponad 2 200 000 kopii. Under the Iron Sea spotkał się z przychylnością krytyków, którzy określali go jako „mroczny i ciężki” i przewidywali, że może przyciągnąć nową, szerszą publiczność.
Trzecim singlem z płyty został utwór „Crystal Ball”, który Chaplin opisuje jako: „jeden z najbardziej chwytliwych i zapamiętywanych utworów z płyty”. Został on wydany 21 sierpnia 2006 roku i ostatecznie uplasował się najwyżej na miejscu #20 UK Singles Chart.
Jeszcze przed wydaniem albumu zespół zaczął drugą trasę koncertową, mającą promować nowe wydawnictwo. Z powodu wyczerpującego koncertowania, 22 sierpnia 2006 roku Chaplin przyznał, że zapisał się do kliniki odwykowej z powodu swoich problemów z alkoholem i narkotykami. Z początku wiązało się to odwołaniem 3 koncertów i opóźnieniem wrześniowej trasy po USA. Ostatecznie odwołano jednak całą trasę po Ameryce Północnej, by Chaplin mógł kontynuować leczenie. W wyniku tego, planowana trasa po Wielkiej Brytanii i Europie, zaplanowana na październik i listopad 2006 roku, miała zostać przełożona, w zależności od czasu pobytu Chapina w klinice Priory Clinic w Londynie. Opuścił ją 6 października, ale wciąż się leczy.
W tym samym czasie Concert Live ogłosiło, że Keane wydaje limitowaną edycję 1000 płyt pod nazwą Keane Live 06(10 na koncert), na których zarejestrowano każdy występ na żywo w Wielkiej Brytanii w 2006 roku.
„Nothing in My Way” był czwartym singlem z Under the Iron Sea, wydanym 30 października 2006 roku. Szczególny sukces osiągnął on w meksykańskim radiu komercyjnym, plasując się tam w pierwszej trójce na liście przebojów i pozostając na niej przez miesiąc.
Pod koniec października 2006 roku, Tim Rice-Oxley współpracował z Gwen Stefani, jako współautor piosenki „Early Winter”, która pojawiła się na jej drugim solowym albumie, The Sweet Escape. Stefani chciała pracować z zespołem już od 2005 roku, na co Rice-Oxley odpowiedział: „Może da się coś z tym zrobić”.

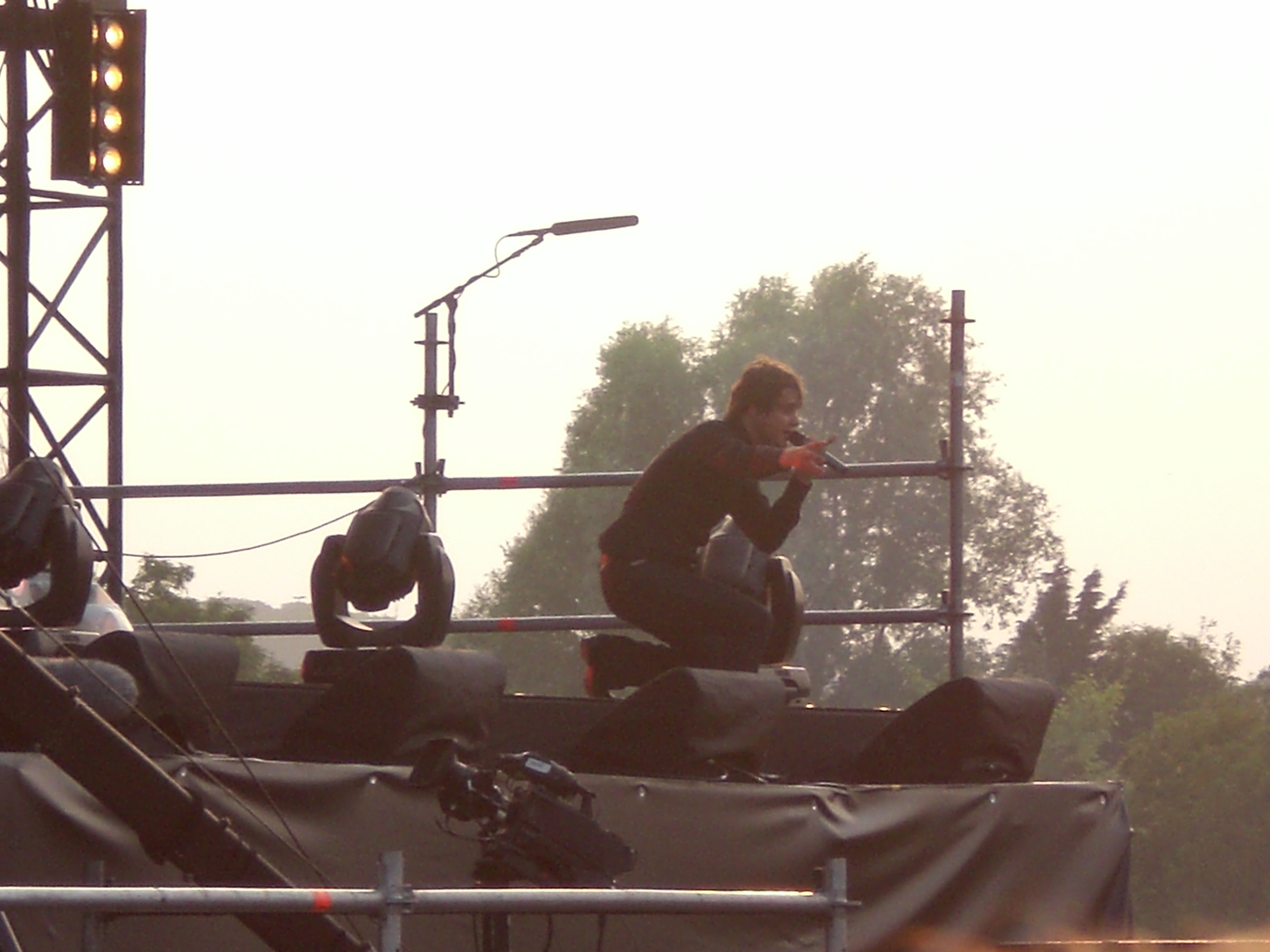
Tom Chaplin na koncercie

Single z „Under the Iron Sea” odniosły sukces nie tylko w sprzedaży bezpośredniej. „Is It Any Wonder?” pojawił się na soundtracku do Madden 2007, „Nothing in My Way” w grze FIFA 07, A Bad Dream w 4 sezonie amerykańskiego serialu "Życie na Fali” ("The OC”). Co więcej, „Try Again” został wybrany przez reżysera Tila Schweigera na główny temat muzyczny jego filmu One Way i pod postacią ścieżki dźwiękowej z filmu został wydany (jedynie w Niemczech) jako piąty singel. Poza tym osiem piosenek nagranych na żywo zostało zawartych na EP nagranych dla iTunes, pt. Live from London.
Szóstym i ostatnim singlem z Under the Iron Sea jest „A Bad Dream” wydany 22 stycznia 2007 roku. Uplasował się on na pozycji #17 na brytyjskim notowaniu BBC.
Brytyjska trasa Under the Iron Sea na przełomie 2006 i 2007 roku również okazała się wielkim sukcesem. Wliczała ona wszystkie główne miejsca koncertowe w Wielkiej Brytanii oraz dwie noce na Wembley. 7 lipca 2007 roku Keane wziął udział w koncercie Live Earth, który miał naświetlić problem globalnego ocieplenia.

## Okres „Perfect Symmetry”
Perfect Symmetry to kolejny, już 3 album studyjny, który wydał zespół z East Sussex. Krążek został zrealizowany 13 października 2008 i zawiera 11 utworów. Jako pierwszy płytę promuje singel o nazwie „Spiralling”, który oficjalnie został przedstawiony 4 sierpnia 2008.
Muzycznie „Perfect Symmetry” odbiega od wcześniejszych nagrań grupy. Po raz pierwszy od wczesnych początków jeszcze w latach 90', członkowie Keane zdecydowali się na wprowadzenie znacznie obszerniejszych fragmentów z użyciem gitary. Do instrumentów wykorzystywanych w utworach dołączono również saksofon. Efekt końcowy jest rezultatem znacznie bardziej luźnego, relaksacyjnego i kreatywnego podejścia do nagrywania niż w przypadku poprzedniego albumu – „Under the Iron Sea”.
Okładkę albumu wykonał koreański artysta Osang Gwon. Jest ona złożona z 25 kwadratów, każdy natomiast podzielony jeszcze na 2 równe trójkąty (perfekcyjna symetria), w których usytuowane są elementy wizerunków członków zespołu.
Kolejnymi singlami promującymi są: „The Lovers Are Losing”, „Perfect Symmetry” i „Better Than This”.

## Inspiracje muzyczne
Rice-Oxley i Scott byli głównymi autorami piosenek zespołu podczas pierwszych lat jego istnienia. Gdy w 2001 roku odszedł Scott, głównym kompozytorem został Rice-Oxley. Jednakże przy każdej piosence współpracuje on z zespołem, więc prawa autorskie są dzielone między wszystkich członków.
Podczas początków działalności piosenki zespołu traktowały głównie o miłości i nieudanych związkach („We Might As Well Be Strangers”, „On a Day Like Today”). W nowszych kompozycjach pojawiła się tematyka m.in. problemów w  stosunkach pomiędzy Chaplinem a Rice-Oxleyem. Poruszali również tematy polityczne („Is It Any Wonder?”) i wojenne („A Bad Dream”).
Keane cytował muzyków takich jak The Beatles, U2, Oasis, R.E.M., The Smiths, Radiohead, Queen, Marty Wilde, Pet Shop Boys i Paul Simon, jako mających wpływ na ich twórczość. Znani są jako „ten zespół bez gitar”, ponieważ główną rolę spełniają w ich muzyce instrumenty klawiszowe. Poprzez używanie opóźnionych i zniekształconych dźwięków na pianinie, jego brzmienie jest różne od klasycznego i często nierozpoznawalne jako pianino. Podczas jednego z wywiadów w Los Angeles, Rice-Oxley powiedział, że uważa muzykę „pianinopodobną” za nudną, dlatego chcą stworzyć coś innego.

## Nagrody
| Rok  | Nagroda                 | Kategoria                              | Państwo         | Dla                |
| ---- | ----------------------- | -------------------------------------- | --------------- | ------------------ |
| 2004 | Q Awards                | Najlepszy album                        | Wielka Brytania | Hopes and Fears    |
| 2004 | Premios Onda            | Najlepszy zespół międzynarodowy        | Hiszpania       | Keane              |
| 2004 | Ivor Novello Awards     | Kompozytor roku                        | Wielka Brytania | Tim Rice-Oxley     |
| 2005 | Brit Awards             | Najlepszy album                        | Wielka Brytania | Hopes and Fears    |
| 2005 | Brit Awards             | Odkrycie roku                          | Wielka Brytania | Keane              |
| 2006 | GQ Awards               | Zespół roku                            | Wielka Brytania | Keane              |
| 2007 | BT Digital Music Awards | Najlepsza oficjalna strona internetowa | Wielka Brytania | www.keanemusic.com |
| 2008 | Q Awards                | Najlepszy utwór                        | Wielka Brytania | „Spiralling”       |
| 2008 | Q Awards                | Najlepszy album                        | Wielka Brytania | „Perfect Symmetry” |

## Dyskografia

### Albumy
- Hopes and Fears – wydany w 10 maja 2004 roku
- Under the Iron Sea – wydany 12 czerwca 2006 roku
- Perfect Symmetry – wydany 31 lipca 2008 roku
- Night Train (EP) – wydany 10 maja 2010 roku
- Strangeland – wydany 4 maja 2012 roku
- Cause and Effect - wydany 19 września 2019 roku

### Single
| Rok  | Utwór                                             | UK Singles Chart | Irlandia | UK Download Chart | US Hot 100 | US Modern Rock | Adult Top 40 | Holandia | Niemcy | Włochy | Euro Top 20 | Łotwa | Meksyk | Album                    |
| ---- | ------------------------------------------------- | ---------------- | -------- | ----------------- | ---------- | -------------- | ------------ | -------- | ------ | ------ | ----------- | ----- | ------ | ------------------------ |
| 2000 | „Call Me What You Like”                           | -                | -        | -                 | -          | -              | -            | -        | -      | -      | -           | -     | -      | Zrealizowane jako single |
| 2001 | „Wolf at the Door”                                | -                | -        | -                 | -          | -              | -            | -        | -      | -      | -           | -     | -      | Zrealizowane jako single |
| 2003 | „Everybody’s Changing”                            | 122              | -        | -                 | -          | -              | -            | -        | -      | -      | -           | -     | -      | Zrealizowane jako single |
| 2003 | „This Is the Last Time”                           | 58               | -        | -                 | -          | -              | -            | -        | -      | -      | -           | -     | -      | Zrealizowane jako single |
| 2004 | „Somewhere Only We Know”                          | 3                | 30       | 35                | 50         | 32             | 4            | 15       | 55     | 29     | -           | -     | -      | Hopes and Fears          |
| 2004 | „Everybody’s Changing”                            | 4                | 27       | 13                | -          | -              | 33           | 18       | 60     | 3      | -           | -     | -      | Hopes and Fears          |
| 2004 | „Bedshaped”                                       | 10               | 38       | 8                 | -          | -              | -            | 26       | 61     | -      | -           | -     | -      | Hopes and Fears          |
| 2004 | „This Is the Last Time”                           | 18               | 43       | 15                | -          | -              | -            | 3        | 84     | 36     | 12          | -     | -      | Hopes and Fears          |
| 2005 | „We Might As Well Be Strangers (DJ Shadow Remix)” | -                | -        | -                 | -          | -              | -            | -        | -      | -      | -           | -     | -      | Hopes and Fears          |
| 2005 | „The Sun Ain’t Gonna Shine Anymore”               | -                | -        | 9                 | -          | -              | -            | -        | -      | -      | -           | -     | -      | Hopes and Fears          |
| 2005 | „Bend and Break”                                  | -                | -        | -                 | -          | -              | -            | 27       | 95     | -      | -           | -     | -      | Hopes and Fears          |
| 2006 | „Atlantic”                                        | -                | -        | 35                | -          | -              | -            | -        | -      | -      | -           | -     | -      | Under the Iron Sea       |
| 2006 | „Is It Any Wonder?”                               | 3                | 18       | 5                 | 78         | 18             | 18           | 7        | 61     | 19     | 2           | -     | -      | Under the Iron Sea       |
| 2006 | „Crystal Ball”                                    | 20               | 41       | 33                | -          | -              | -            | 20       | 64     | -      | 16          | -     | -      | Under the Iron Sea       |
| 2006 | „Nothing in My Way”                               | 19               | -        | 20                | -          | -              | -            | 27       | -      | -      | -           | -     | 3      | Under the Iron Sea       |
| 2007 | „A Bad Dream”                                     | 23               | -        | 37                | -          | -              | -            | 33       | -      | -      | -           | 9     | -      | Under the Iron Sea       |
| 2007 | „Try Again”                                       |                  | -        | -                 | -          | -              | -            | -        | 39     | -      | -           | -     | -      | Under the Iron Sea       |
| 2007 | „The Night Sky”                                   |                  | -        | -                 | -          | -              | -            | -        | -      | -      | -           | -     | -      |                          |
| 2008 | „Spiralling”                                      | 23               | 22       | 21                | -          | -              | -            | -        | -      | -      | -           | -     | -      | Perfect Symmetry         |
| 2008 | „Lovers Are Losing”                               | 52               | -        | -                 | -          | -              | 12           | -        | -      | -      | -           | -     | -      | Perfect Symmetry         |
| 2008 | „Perfect Symmetry”                                | 150              | -        | -                 | -          | -              | -            | -        | -      | -      | -           | -     | -      | Perfect Symmetry         |
| 2009 | „Better Than This”                                | -                | -        | -                 | -          | -              | -            | -        | -      | -      | -           | -     | -      | Perfect Symmetry         |

### DVD
| Rok  | Tytuł                  | Wytwórnia | Typ                       | Liczba dysków | Przypisy |
| ---- | ---------------------- | --------- | ------------------------- | ------------- | --- |
| 2004 | Hopes and Fears DVD    | Island    | DVD z wideoklipami        | 2 (CD+DVD)    | Wydane: 23 listopada(USA)                                                                                             |
| 2005 | Strangers              | Island    | Wideo dokumentalne        | 2             | Wydane: 14 listopada (UK) 15 listopada (USA)                                                                          |
| 2006 | Under the Iron Sea DVD | Island    | Materiały dotyczące płyty | 2 (CD+DVD)    | Wydane: 7 czerwca (Japonia) 9 czerwca (Niemcy, Holandia, Meksyk, Szwajcaria) 12 czerwca (UK) 20 czerwca (USA, Kanada) |
| 2007 | Keane Live DVD         | Island    | Koncert                   | 1             | Wydane: 19 listopada                                                                                                  |

## Trasy koncertowe
- Występy promocyjne (1998–2003)
- Hopes and Fears tour (2004–2005)
- Under the Iron Sea tour (2006–2007)
- Perfect Symmetry tour (2008–2009)[9]
- Cause and Effect tour (2019–2022)